# Мирошниченко, Ирина Петровна
Ири́на Петро́вна Мирошниче́нко (24 июля 1942, Барнаул — 3 августа 2023, Москва) — советская и российская актриса театра и кино, певица, педагог; народная артистка РСФСР (1988).

## Биография
Родилась 24 июля 1942 года в Барнауле, куда в начале Великой Отечественной войны её отец, младший политрук Пётр Исаевич Вайнштейн, был направлен из Москвы в составе 22-го запасного стрелкового полка Сибирского военного округа. В 1944 году вернулась с матерью в Москву (отец был переведён в штаб Сибирского военного округа и присоединился к семье после демобилизации в августе 1945 года).
С 6 до 8 лет училась в школе при училище им. Гнесиных играть на скрипке. Учась в школе, занималась в студии при театре Ленинского комсомола. Там познакомилась с драматургом Михаилом Шатровым, который был старше её на десять лет. В 1960 году они поженились.
В 1961 году поступила в Школу-студию МХАТ (курс В. П. Маркова). На третьем курсе дебютировала в кино в фильме Георгия Данелия «Я шагаю по Москве».
После окончания школы-студии Ирину приняли во МХАТ. Роли актрисы — Маша в спектакле «Чайка», миссис Чивли в «Идеальном муже», Женя в спектакле «Валентин и Валентина», Маша в спектакле «Три сестры», Даша в «Соло для часов с боем», Ася во «Вдовце», Инга в «Первом дне свободы», Серафина делла Роза в «Татуированной розе», Аркадина в «Чайке», Раневская в «Вишнёвом саде» А. П. Чехова и многие другие.
Первой большой работой актрисы в кино стала роль разведчицы Галины Ортынской в фильме «Их знали только в лицо» (1966). В «Андрее Рублёве» А. А. Тарковского Ирина Мирошниченко сыграла роль Марии Магдалины. Также снялась в фильмах «Дядя Ваня», «Кремлёвские куранты», «Пришёл солдат с фронта», «…И другие официальные лица», «Вам и не снилось…», «Профессия — следователь», «Рыжий, честный, влюблённый», «Тайны мадам Вонг», «Зимняя вишня» (2 и 3 части), «Не сошлись характерами», «Клюква в сахаре».
В 1972 году на съёмках фильма «Это сладкое слово — свобода!» познакомилась с режиссёром Витаутасом Жалакявичусом, который стал её вторым мужем. Брак продержался шесть месяцев. Спустя несколько лет вышла третий раз замуж за коллегу по театру Игоря Васильева. Через пять лет они развелись.
Вместе с Владимиром Басовым и Александром Михайловым была ведущей Новогоднего голубого огонька 1982 года. Исполнила песню из кинофильма «Не бойся, я с тобой».
Являлась сторонником партии «Единая Россия».

### Болезнь и смерть
Ирине Мирошниченко стало плохо в свой день рождения, 24 июля 2023 года. Несколько дней актриса лечилась дома, позже была госпитализирована. В больнице диагностировали грипп с осложнениями и актриса была помещена в отделение интенсивной терапии; 1 августа её ввели в медикаментозный сон. В результате септического шока, который, в свою очередь, проявился как осложнение тяжёлой инфекции, стали нарастать симптомы полиорганной недостаточности.
Она скончалась 3 августа 2023 года, на 82-м году жизни в московской больнице, не приходя в сознание.
Прощание состоялось 7 августа. Гражданская панихида прошла в МХТ имени А. П. Чехова, отпевание — в Храме Софии Премудрости Божией в Средних Садовниках. Похоронена в Москве на Троекуровском кладбище. 1 ноября 2024 года на могиле актрисы открыт памятник.

## Семья
Отец — Пётр Исаевич (Исаакович) Вайнштейн (1915—1984), уроженец местечка Дунаевцы Ушицкого уезда Подольской губернии. Вернувшись после войны инвалидом, работал завхозом в поликлинике, затем до конца жизни в Санатории имени Артёма в Химках. Родители развелись, когда их дочь окончила театральное училище.
Мать — Екатерина Антоновна Мирошниченко (1912—2005), училась актёрской профессии у А. Я. Таирова, но после ареста её первого мужа (и отца брата Ирины — Рудольфа) Ивана Игнатьевича Толпежникова (1900—1937) её карьера, не успев начаться, оказалась прерванной навсегда. Работала в Москонцерте, где познакомилась со своим третьим мужем (с 1965 по 2000), аккомпаниатором Яковом Пинхусовичем Розенкером (род. 1937). Похоронена в Москве на Ваганьковском кладбище.
Дядя — Пётр Антонович Мирошниченко (1902—1959), советский хозяйственный, государственный и политический деятель, депутат Верховного Совета СССР 2-го созыва.
Единоутробный старший брат — Рудольф Иванович Толпежников (ум. в 1995), работал шофёром в редакции газеты «Известия».
Первый муж (1960—1972) — Михаил Шатров (1932—2010), драматург, сценарист, лауреат Государственной премии СССР (1983).
Второй муж (1972, брак продлился полгода) — Витаутас Жалакявичюс (1930—1996), кинорежиссёр, народный артист РСФСР (1980), народный артист Литовской ССР (1981), лауреат Государственной премии СССР (1967).
Третий муж (1975—1980) — Игорь Васильев (1938—2007), народный артист РФ (2003).
Детей нет.
Ирина Мирошниченко проживала в Москве, на 1-й Тверской-Ямской улице, д. 18.

## Творчество

### Роли в театре

#### СтудияЛенкома
- 1959 — «Глеб Космачёв принимает бой», по пьесе М. Ф. Шатрова, реж. Михаил Шатров, О. Я. Ремез, В. А. Андреев, В. Ворошилов[20]
- 1959 — Лариса Огудалова — «Бесприданница», по пьесе А. Н. Островского, реж. В. Ворошилов[21]

#### Школа-студия МХАТ
- 1962 — Гитель Моска — «Двое на качелях», по пьесе У. Гибсона
- 1965 — Мария Александровна — «Дядюшкин сон», по повести Ф. М. Достоевского — дипломный спектакль

#### МХАТ
- 1965 — Чёрный человек (массовка) — «Синяя птица», по пьесе М. Метерлинка
- 1966 — Учительница Белобородова — «Тяжкое обвинение», по пьесе Л. Шейнина, реж. Борис Ливанов
- 1967 — Зина — «Будни и праздники», по пьесе А. Галича и И. Грековой
- 1968 — Фея Бирюлина [ввод] — «Синяя птица», по пьесе М. Метерлинка
- 1968 — Ася — «Вдовец», по пьесе А. Штейна
- 1968 — Ольга — «Три сестры», по пьесе А. П. Чехова, реж. Вл. И. Немирович-Данченко, Нина Литовцева, Иосиф Раевский
- 1968 — Маша Шамраева — «Чайка», по пьесе А. П. Чехова, реж. Борис Ливанов
- 1969 — Инга — «Первый день свободы», по пьесе Л. Кручковского
- 1970 — Колиненко — «Единственный свидетель», по пьесе Л. Тура и П. Тура
- 1971 — Миссис Чивли [ввод] — «Идеальный муж», по пьесе О. Уайльда, реж. Виктор Станицын
- 1971 — Женя — «Валентин и Валентина», по пьесе М. Рощина, реж. Олег Ефремов
- 1973 — Клава Полуорлова — «Старый Новый год», по пьесе М. Рощина, реж. Олег Ефремов
- 1973 — Даша Высоцкая[22] — «Соло для часов с боем», по пьесе О. Заградника, реж. Анатолий Васильев
- 1974 — Пушкина — «Последние дни», по пьесе М. А. Булгакова
- 1975 — Карамзина — «Медная бабушка», по пьесе Л. Зорина, реж. Анатолий Васильев, Олег Ефремов
- 1975 — Ива — «Эшелон», по пьесе М. Рощина, реж. Анатолий Эфрос
- 1976 — Любовь Крохина — «Уходя, оглянись!», по пьесе Э. Володарского — программка, пресса
- 1976 — Маша — «Три сестры», по пьесе А. П. Чехова [новая редакция]
- 1977 — Спиридонова — «Шестое июля», по пьесе М. Шатрова
- 1977 — Анна Петровна — «Иванов», по пьесе А. П. Чехова, реж. Олег Ефремов
- 1977 — Татьяна Алексеевна — «Чеховские страницы», по произведениям А. П. Чехова
- 1977 — Раевская — «Обратная связь», по пьесе А. Гельмана
- 1977 — Фикельмон [ввод] — «Медная бабушка», — «Медная бабушка», по пьесе Л. Зорина, реж. Анатолий Васильев, Олег Ефремов
- 1982 — Серафина делла Роза — «Татуированная роза», по пьесе Т. Уильямса, реж. Роман Виктюк
- 1982 — Анна — «Украденное счастье», по пьесе И. Франко, реж. Роман Виктюк
- 1984 — Аркадина — «Чайка», по пьесе А. П. Чехова, реж. Олег Ефремов
- 1987 — Актриса — «Перламутровая Зинаида», по пьесе М. Рощина, реж. Олег Ефремов
- 1988 — Катя — «Серебряная свадьба», по пьесе А. Мишарина, реж. Олег Ефремов, Роза Сирота
- 1988 — Елена Андреевна — «Дядя Ваня. Сцены из деревенской жизни», по пьесе А. П. Чехова
- 1988 — Эстер — «Эквус», по пьесе П. Шеффера, реж. Н. Скорик
- 1989 — Лидия Павловна — «Варвары», по пьесе М.Горького
- 1990 — Катя — «Московский хор», по пьесе Л. Петрушевской, реж. Олег Ефремов, Роза Сирота
- 1991 — Любовь Андреевна Раневская — «Вишнёвый сад», по пьесе А. П. Чехова, реж. Олег Ефремов
- 2000 — Катя — «Мишин юбилей», по пьесе А. Гельмана и Р. Нельсона, реж. Олег Ефремов
- 2001 — Аркадина — «Чайка», по пьесе А. П. Чехова — новая редакция — программка, пресса
- 2003 — Пьера — «Немного нежности», по пьесе А. Николаи, реж. Аркадий Кац (Малая сцена) — пресса
- 2004 — Госпожа Пернель, мать Оргона — «Тартюф», по пьесе Мольера, реж. Нина Чусова
- 2011 — Матильда — «Моя дорогая Матильда», по пьесе Израэля Горовица[англ.], МХТ им. Чехова
- 2015 — Королева — «Мушкетёры. Сага. Часть первая», реж. К. Богомолов, МХТ имени Чехова
- 2022 — «Театральный роман», по роману М. А. Булгакова, реж. М. Брусникина, МХТ имени Чехова

### Роли в кино
| Год  |   | Название                         | Роль                                              |
| ---- | - | -------------------------------- | ------------------------------------------------- |
| 1963 | ф | Я шагаю по Москве                | Катя, сестра Кольки                               |
| 1966 | ф | Их знали только в лицо           | Галина Ортынская, певица                          |
| 1966 | ф | Королевская регата               | Виолетта, студентка-скульптор, подруга Юхана      |
| 1966 | ф | Андрей Рублёв                    | Мария Магдалина                                   |
| 1968 | ф | Николай Бауман                   | Надежда Бауман                                    |
| 1968 | ф | Ошибка резидента                 | Рита                                              |
| 1969 | ф | Штрихи к портрету В. И. Ленина   | Наташа Гопнер                                     |
| 1970 | ф | Дядя Ваня                        | Елена Андреевна Серебрякова                       |
| 1970 | ф | Кремлёвские куранты              | Клэр Шеридан                                      |
| 1970 | ф | Миссия в Кабуле                  | Марина Сурицкая                                   |
| 1971 | ф | Пришёл солдат с фронта           | Вера Куркина                                      |
| 1971 | ф | Заговор                          | Шу Холбрук                                        |
| 1972 | ф | Это сладкое слово — свобода!     | Мария                                             |
| 1973 | ф | Здесь наш дом                    | Нина Щёголева                                     |
| 1974 | ф | Единственная дорога              | Гордана                                           |
| 1974 | ф | Авария                           | Симона                                            |
| 1975 | ф | Доверие                          | Мария Андреева                                    |
| 1975 | ф | Страх высоты                     | Инна Кротова                                      |
| 1976 | с | В одном микрорайоне              | Маша Дружинина                                    |
| 1976 | ф | …И другие официальные лица       | Инна Владимировна                                 |
| 1978 | ф | Агент секретной службы           | Лидия Флоря                                       |
| 1978 | ф | Любовь моя, печаль моя           | Сервиназ                                          |
| 1978 | ф | Чудак                            | Нихаль                                            |
| 1978 | ф | Комиссия по расследованию        | Анна Ивановна Верховцева                          |
| 1978 | ф | Однокашники                      | Наталья Латышева                                  |
| 1979 | ф | Бабушки надвое сказали…          | камео                                             |
| 1979 | ф | Вернёмся осенью                  | врач Надя                                         |
| 1980 | ф | Вам и не снилось…                | Людмила Сергеевна, мать Кати                      |
| 1980 | ф | Старый Новый Год                 | Клава Полуорлова                                  |
| 1981 | ф | Шляпа                            | Русалка                                           |
| 1982 | ф | Уходя, оглянись...               | Любовь Крохина, мать                              |
| 1982 | ф | Профессия — следователь          | Наталья Борисовна Крошина                         |
| 1983 | ф | Признать виновным                | Виктория Павловна Бойко                           |
| 1983 | ф | Мера пресечения                  | Антонина Степановна Муравьёва, директор комбината |
| 1984 | ф | Рыжий, честный, влюблённый       | фру Алиса, учительница                            |
| 1984 | ф | Наследство                       | Варвара Шумова                                    |
| 1985 | ф | Неудобный человек                | Таисия                                            |
| 1986 | ф | Тайны мадам Вонг                 | мадам Вонг                                        |
| 1986 | ф | Жалоба                           | Светлана Сергеевна Долинина, журналистка          |
| 1987 | ф | Наездники                        | Кира Сергеевна                                    |
| 1987 | ф | Репетитор                        | камео                                             |
| 1989 | ф | Не сошлись характерами           | Наталья Юрьевна Горохова, семейный психолог       |
| 1990 | с | Мир в другом измерении           | Надежда Николаевна, прокурор                      |
| 1990 | ф | Зимняя вишня 2                   | Юлия, жена Вадима                                 |
| 1990 | ф | Клюква в сахаре                  | Агнесса                                           |
| 1995 | ф | Зимняя вишня 3                   | Юлия, жена Вадима                                 |
| 2004 | ф | Прощальное эхо                   | Анна Сергеевна, мать Шувалова                     |
| 2006 | с | Капитанские дети                 | мать Жени                                         |
| 2017 | ф | Зимняя вишня 4 (не был завершён) | Юлия, жена Вадима                                 |

### Озвучивание
- 1972 — поёт за «французскую певицу из Парижа Мари Жють» в спектакле «Необыкновенный концерт» кукольного театра С. Образцова.
- 1985 — В поисках капитана Гранта — Марко Вовчок (Марина Влади)
- 2003 — Казус Белли — Эва (Барбара Брыльска)

### Вокал
- 1994 — «Я так люблю» — грампластинка с песнями на слова и музыку Андрея Никольского Russian disk R60 01229
- 1994 — «Когда со мной ты рядом» — альбом, аудиокассета
- 1995 — «Я — актриса» — альбом, CD
- 1998 — «Коренная Москвичка» — альбом, CD
- 2001 — «Актёр и песня. Ирина Мирошниченко» — альбом, CD
- 2002 — «Имена на все времена. Ирина Мирошниченко» — альбом, CD

## Признание и награды
- орден «Знак Почёта» (1971)
- «Заслуженная артистка РСФСР» (31 декабря 1976) — за заслуги в области советского киноискусства[23]
- «Народная артистка РСФСР» (18 октября 1988) — за заслуги в развитии советского театрального искусства[24]
- орден Почёта (23 октября 1998) — за многолетнюю плодотворную деятельность в области театрального искусства и в связи со 100-летием Московского Художественного академического театра[25]
- орден «За заслуги перед Отечеством» IV степени (24 апреля 2008) — за большой вклад в развитие театрального искусства и многолетнюю творческую деятельность[26]
- орден Дружбы (1 декабря 2015) — за большие заслуги в развитии отечественной культуры и искусства, многолетнюю плодотворную деятельность[27]
- орден «За заслуги перед Отечеством» III степени (1 октября 2021) — за большой вклад в развитие отечественной культуры и искусства, многолетнюю плодотворную деятельность[28]

## Документальные фильмы и телепередачи
- «Ирина Мирошниченко. „Встречи на Моховой“» («Пятый канал», 2010)[29]
- «Ирина Мирошниченко. „Откровения“» («Первый канал», 2011)[30]
- «Ирина Мирошниченко. „Я знаю, что такое любовь“» («Первый канал», 2017)[31][32]
- «Наследство Мирошниченко. „Кому достанется наследство одинокой звезды?“» («НТВ», 2024)